# Ribeirão Varadouro
Ribeirão Varadouro är ett vattendrag i Brasilien.   Det ligger i delstaten Mato Grosso do Sul, i den södra delen av landet, 900 km sydväst om huvudstaden Brasília.
Omgivningarna runt Ribeirão Varadouro är huvudsakligen savann. Runt Ribeirão Varadouro är det mycket glesbefolkat, med 5 invånare per kvadratkilometer.